# The Rocky Horror Picture Show
The Rocky Horror Picture Show (mesmo título no Brasil) é um musical de comédia de terror britânico de 1975, dirigido por Jim Sharman. O roteiro foi escrito por Sharman e Richard O'Brien com base em 1973 no teatro musical The Rocky Horror Show, que tinha música, enredo e composições de O'Brien. A produção é uma homenagem parodiada de filmes B de ficção científica e horror da década de 1930 até o início dos anos 1970. As estrelas de cinema Tim Curry, Susan Sarandon e Barry Bostwick, juntamente com membros do elenco original no teatro.
A história gira em torno de um jovem casal de noivos cujo carro quebra durante uma tempestade perto de um castelo onde eles procuram um telefone para pedir ajuda. O castelo é ocupado por estranhos com trajes elaborados que estão a celebrar uma convenção anual. Eles descobrem que a chefe da casa é Frank N. Furter, uma "cientista louca" que, na verdade, é uma travesti alienígena que cria um homem musculoso em seu laboratório. O casal é seduzido separadamente pela cientista e, posteriormente, liberado pelos servos. O filme foi filmado no Reino Unido nos Bray Studios e em uma antiga propriedade rural chamada Oakley Court, mais conhecida por seu uso como parte da Hammer Film Productions. Vários adereços e roupas foram reutilizados a partir dos filmes de terror da Hammer. Embora o filme seja tanto uma paródia quanto uma homenagem a muitos dos filmes de ficção científica e horror kitsch, a figurinista Sue Blane não realizou nenhuma pesquisa para os seus projetos. Blane afirmou que os trajes do filme impactaram diretamente o desenvolvimento da música e das tendências da moda punk, tais como meias-arrastão rasgadas e cabelo tingido.
Embora o filme tenha sido fortemente criticado em sua versão inicial, logo se tornou conhecido como um "filme da meia-noite". Alguns membros do público voltavam aos cinemas com frequência, conversavam com a tela e começaram a se vestir como os personagens, gerando grupos semelhantes nos Estados Unidos. Ainda em edição limitada quatro décadas depois de sua estreia, é o lançamento de maior duração na história do cinema. Hoje, o filme tem um grande fama internacional e foi selecionada para preservação na National Film Registry pela Biblioteca do Congresso dos Estados Unidos em 2005.
A equipe criativa do filme também produziu Shock Treatment em 1981, um projeto autônomo que usa os personagens de Brad e Janet e com alguns dos mesmos membros do elenco. Este segundo filme foi produzido como uma produção teatral musical para uma première em 2015 nos palcos de Londres. Uma refilmagem moderna do filme, dirigida por Kenny Ortega e utilizando o roteiro original, foi ao ar na televisão no dia 20 de outubro de 2016. O especial contou com um elenco estrelado por Laverne Cox como Dra. Frank N. Furter, Ryan McCartan e Victoria Justice como Brad e Janet e Tim Curry como o criminologista.
O filme foi exibido na mostra Musicais, no Festival do Rio 2003.

## Sinopse
Brad Majors e Janet Weiss, dois jovens que acabaram de ficar noivos, decidem visitar o Dr. Everett Scott, seu professor de ciências dos tempos da faculdade, para agradecê-lo por tê-los apresentado e convidá-lo para o casamento.
A caminho da cidade de Denton, no interior dos Estados Unidos, onde o Dr. Scott mora, o pneu do carro de Brad e Janet fura e eles são forçados a pedir ajuda em um castelo a alguns quilômetros dali. Porém, o que eles encontram no interior do lugar vai muito além do que eles imaginavam: Uma cientista louca, travesti e transexual chamada Dra. Frank-N-Furter (O roteiro original de The Rocky Horror Picture Show previa que no início, o filme seria em preto e branco, até o surgimento da Dra. Frank-N-Furter no elevador, e que após um close em seus lábios, o filme passaria a ser a cores.); seus servos, os irmãos e amantes Riff Raff e Magenta; e sua assistente, Colúmbia, dançando algo conhecido como "a Dobra Temporal" ao lado de um grupo de indivíduos excêntricos.
Frank, que clama vir da "Transilvânia Transexual", convida Brad e Janet para ficarem e testemunharem o nascimento de sua última criação: Rocky, um ser humano artificial criado por Frank por motivos que ficam muito claros.
Após o "nascimento" de Rocky, um homem chamado Eddie emerge de um congelador gigante em uma motocicleta e revela que é um entregador que foi seduzido por Frank a ficar no castelo, assim como Brad e Janet, para que metade de seu cérebro pudesse ser usado na criação de Rocky. Ao descobrir que Eddie e Colúmbia estavam namorando, Frank mata Eddie com uma picareta.
Naquela noite, Frank seduz tanto Brad quanto Janet, que são incapazes de resistir a ela. Janet, incapaz de se controlar, sai à procura de mais pessoas com que pode dormir e acaba ficando com Rocky, que estava fugindo de Riff Raff, que o atormenta, enquanto Magenta e Colúmbia assistem.

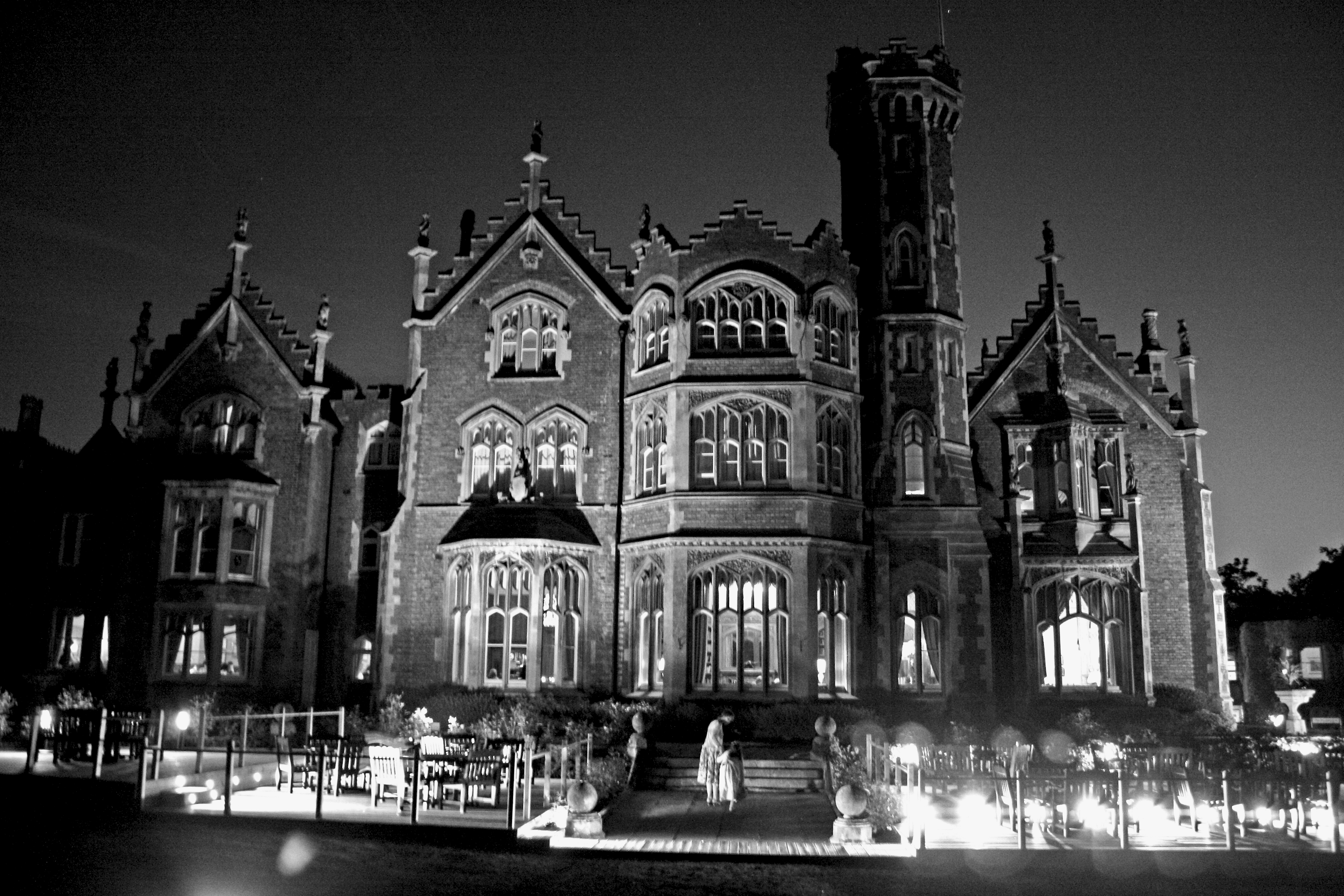
Oakley Court

Eis que surge o Dr. Everett Scott no castelo. Ele revela-se como o tio de Eddie e diz estar à procura do sobrinho, mas Frank suspeita que ele tenha sido enviado pelo governo americano para estudar relatos da aparição de OVNIs na região.
O jantar é servido e, como logo é revelado, são os restos mortais de Eddie. Janet, assustada, abraça Rocky, levando uma enciumada Frank a persegui-la pelo castelo. Brad, Dr. Scott, Rocky e Colúmbia tentam ajudá-la, mas todos são capturados por Frank, que usa um aparelho conhecido como Indutor Medusa para transformá-los em estátuas.
Os cinco são forçados a participar de um Show de Cabaré, que é interrompido por Riff Raff e Magenta. É revelado que eles e Frank são alienígenas do planeta Transexual, da galáxia Transilvânia, enviados à Terra para estudar os métodos de reprodução dos humanos com o objetivo de dar continuidade à sua espécie, onde o contato íntimo tornou-se tão comum quanto um aperto de mão.
Colúmbia e os outros moradores do castelo são apenas indivíduos desajustados de Denton cujas mentes foram distorcidas por Frank graças à "Dobra Temporal", que é, na verdade, uma dança de acasalamento alienígena. Frank também planejou furar o pneu de Brad e Janet.
Riff Raff e Magenta, cansados de aguardar seu retorno ao seu planeta-natal, matam todos os presentes, exceto Brad, Janet e o Dr. Scott. Em seguida, eles deixam a Terra no castelo, que é, na verdade, uma espaçonave.

## Características principais

### Elenco
- Tim Curry .... Dra. Frank-N-Furter
- Susan Sarandon .... Janet Weiss
- Barry Bostwick .... Brad Majors
- Richard O'Brien .... Riff Raff
- Patricia Quinn .... Magenta
- Nell Campbell .... Columbia
- Jonathan Adams .... Dr. Everett Von Scott
- Peter Hinwood .... Rocky Horror
- Meat Loaf .... Eddie
- Charles Gray .... o criminologista
- Jeremy Newson .... Ralph Hapschatt
- Hilary Labow ....  Betty Munroe Hapschatt

### Trilha sonora
- Science Fiction/Double Feature
- Dammit Jannet
- Over at the Frankenstein Place
- Time Warp
- Sweet Transvestite
- The Sword of Damocles
- I Can Make You a Man (também conhecida como The Charles Atlas Song)
- Hot Patootie
- I Can Make You a Man: Reprise
- Once in a While (cena removida do filme)
- Touch-a, Touch-a, Touch Me
- Eddie
- You'd Better Wise Up (às vezes citada como Planet Schmanet Janet)
- Rose Tint My World
- Don't Dream It, Be It
- Wild And Untamed Things
- I'm Going Home
- Superheroes (música cortada de algumas versões norte-americanas antigas do filme)
- Science Fiction/Double Feature: Reprise

## Impacto

### Homenagem aos 35 anos do filme
Em 28 de Outubro de 2010, aconteceu uma apresentação para celebrar os 35 anos do filme, que reuniu vários atores de séries americanas. Em 28 de outubro de 2010, aconteceu uma apresentação que celebrou os 35 anos do filme. O espetáculo foi uma combinação de cenas do filme com a remontagem de alguns dos números musicais, uma espécie de “sing-along”.
A apresentação realizada no teatro The Wiltern em Los Angeles, contou com as presenças de Matthew Morrison e Lea Michele, da série “Glee”, que interpretaram os recém casados Brad e Janet. Mas só quando eles cantavam. Nas músicas em que os personagens aparecem apenas na coreografia, os atores foram substituídos por figurantes. Jack Nicholson e Danny DeVito, dividiram o personagem do criminologista. Jorge Garcia, da série “Lost” interpretou Eddie; Lucas Grabeel, dos filmes “High School Musical”, foi Riff Raff; Melora Hardin da série “The Office”, interpretou Colúmbia; o comediante George Lopez foi o Dr. Scott; Evan Rachel Wood, de “True Blood”, interpretou Magenta e Nicole Scherzinger, foi Trixie. Mas a surpresa da noite foi o ator Julian McMahon, de “Nip/Tuck”, que deu vida à cientista Dra. Frank-N-Furter.[carece de fontes?]
Durante a música “Time Warp”, Tim Curry e Barry Bostwick, que interpretaram a Dra. Frank e Brad no filme, respectivamente, uniram-se aos atores no palco. A renda do espetáculo será revertida para o "The Painted Turtle", instituição financeira criada por Paul Newman para auxiliar crianças doentes.

### Legado

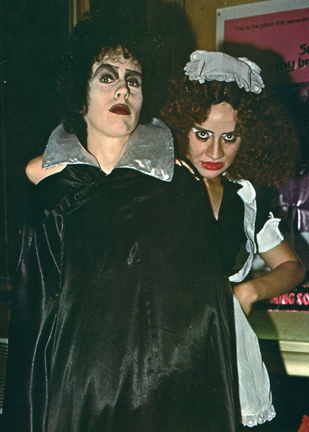
Os atores D. Garrett Gafford e Terri Hardin em uma remontagem do filme no Tiffany Theater Hollywood, 1978

- O seriado americano "Glee"  homenageou o filme no episódio "The Rocky Horror Glee Show". Dirigido por Adam Shankman, esse episódio da 2ª temporada foi ao ar nos EUA em 26 de outubro de 2010.[8]
- Em 20 de outubro de 2016, foi lançado pela Fox um tributo ao filme, chamado The Rocky Horror Picture Show: Let's Do The Time Warp Again. O filme foi dirigido por Kenny Ortega e conta com Laverne Cox interpretando a protagonista Dra. Frank-N-Furter, Victoria Justice e Ryan McCartan como os mocinhos Janet Weiss e Brad Majors, Reeve Carney como o faz-tudo Riff Raff, Christina Milian como a governanta Magenta, Annaleigh Ashford como Columbia, Ben Vereen como o cientista Dr. Scott, Staz Nair como a criatura Rocky e Adam Lambert como o ex-entregador Eddie. O filme conta também com a participação especial de Tim Curry, que interpretou Dra. Frank-N-Furter no clássico, como o narrador criminologista. Apesar de Laverne Cox ter sua performance elogiada pela crítica, o filme não foi bem recebido.[9]

## Principais prêmios e indicações
Academy of Science Fiction, Fantasy & Horror Films (EUA)
- Indicado na categoria de melhor filme.